# Gort

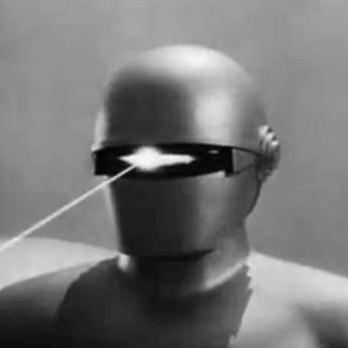
Gort în filmul Ziua în care Pământul s-a oprit (1951)

Gort este un robot umanoid fictiv din filmul Ziua în care Pământul s-a oprit (1951) și din refacerea sa din 2008. În povestirea originală Farewell to the Master (care a inspirat cele două filme și care a fost scrisă de Harry Bates) robotul se numește Gnut. 

## Descrierea dinZiua în care Pământul s-a oprit1951
În filmul original robotul de metal cu opt picioare îl însoțește pe Klaatu, un vizitator extraterestru de pe o planetă îndepărtată, la bordul unei farfurii zburătoare. El nu vorbește, ci folosește un fascicul ca armă proiectată de sub vizorul său pentru a vaporiza arme și obstacole. Klaatu îl descrie ca fiind parte a unei forțe de poliție interstelare. Klaatu le spune pământenilor că oamenii din univers au construit numeroși roboți ca Gort cărora le-a dat puteri imense ca să fie în stare să răspundă la acțiunile violente în scopul de a menține pacea. El continuă să spună că „”Nu există nicio limită a ceea ce ar putea face Gort. El ar putea distruge chiar și Pământul„”.